# 須藤靖
須藤 靖 （すとう やすし、1958年 - ）は、日本の物理学者。専門は理論宇宙物理学。高知工科大学総合研究所特任教授。理学博士。

## 略歴
高知県安芸市出身。清水ヶ丘中学校、土佐高等学校を経て、東京大学理学部物理学科卒業。1986年に東京大学大学院理学系研究科博士課程修了。東大では佐藤勝彦に師事した。その後、カリフォルニア大学バークレー校、ミラー基礎科学研究所、茨城大学理学部、広島大学理論物理学研究所、京都大学基礎物理学研究所、東京大学大学院理学系研究科物理学専攻助教授を経て、2006年より 東京大学大学院理学系研究科物理学専攻教授。そして定年により東京大学を退職した後、2024年より高知工科大学総合研究所特任教授として現任。2007年から日本学術振興会の先端研究拠点事業として発足した「暗黒エネルギー研究国際ネットワーク」のコーディネーターを務める。

## 著書

### 単著
- 『宇宙の大構造―その起源と進化―』 培風館、1992年9月 ISBN 4-563-02064-8
- 『ダークマターと銀河宇宙』 丸善、1993年3月 ISBN 4-621-03812-5
- 『一般相対論入門』 日本評論社、2005年3月 ISBN 4-535-78422-1
- 『ものの大きさ―自然の階層・宇宙の階層』 東京大学出版会、2006年10月 ISBN 4-13-064100-X
- 『解析力学・量子論』 東京大学出版会、2008年9月 ISBN 4-13-062610-8
- 『人生一般ニ相対論』 東京大学出版会、2010年4月 ISBN 978-4130633543
- 『もうひとつの一般相対論入門』 日本評論社、2010年7月 ISBN 978-4535786349
- 『主役はダーク 宇宙の究極の謎に迫る』 毎日新聞社、2013年3月 ISBN 978-4620321950
- 『宇宙人の見る地球』 毎日新聞社、2014年5月 ISBN 978-4620322605
- 『宇宙は数式でできている』　朝日新聞出版、2022年1月 ISBN 978-4022951601

### 共著ほか
- 日本物理学会編 『宇宙を見る新しい目』 日本評論社、2004年3月 ISBN 4-535-78402-7
- 『宇宙は“地球”であふれている 見えてきた系外惑星の素顔』 技術評論社、2008年3月 ISBN 978-4-7741-3367-6
- 岩波書店編集部編 『ブックガイド“宇宙”を読む』 岩波書店・岩波科学ライブラリー、2008年11月 ISBN 978-4000074926
- 岡村定矩編 『数学セミナー別冊 宇宙はどこまでわかったか?』 日本評論社、2010年10月
- 伊勢田哲治と共著『科学を語るとはどういうことか ---科学者、哲学者にモノ申す』 河出書房新社・河出ブックス、2013年6月
- 編 『現代宇宙論の誕生　20世紀科学論文集』 岩波文庫、2022年8月 ISBN 978-4-00-339511-0

### 翻訳
- 原著者：Peter Ulmschneider 『宇宙生物学入門―惑星・生命・文明の起源』 シュプリンガー・ジャパン 2008年7月 共訳 ISBN 978-4431100065

### 監修
- 『エレンの宇宙』 技術評論社、2009年3月 ISBN 978-4774137797

## 発言
- 2021年5月29日、菅総理大臣が新型コロナウイルスのワクチン接種について「1日100万人の接種を行う」と述べたことに対して、朝日新聞のWebメディア論座にてフェルミ推定を用いて「実現しない」と断じた[4]。実際には10日で実現した。